# Belice en los Juegos Olímpicos de Atlanta 1996
Belice estuvo representado en los Juegos Olímpicos de Atlanta 1996 por un total de 5 deportistas, 2 hombres y 3 mujeres, que compitieron en 2 deportes.
El portador de la bandera en la ceremonia de apertura fue el atleta Eugène Muslar. El equipo olímpico beliceño no obtuvo ninguna medalla en estos Juegos.